# Flaica Wippel Pinheiro
Flaica Wippel Pinheiro é uma ex-atleta da Seleção Brasileira de Handebol, estilista, pesquisadora e palestrante brasileira. É conhecida por sua atuação no esporte de alto rendimento, sua carreira no design de moda com foco em inteligência de negócios e sustentabilidade, além de seu trabalho como mentora cristã no projeto You Do You in Jesus.

## Biografia
Flaica iniciou sua trajetória como atleta de handebol, integrando a Seleção Brasileira e sendo campeã Sul-Americana em 1996. Também foi convocada para representar o Brasil no Campeonato Mundial Sub-21 na China, marco importante e simbólico em sua juventude, que foi interrompido por questões pessoais, mas se transformou em ponto de virada em sua jornada.
Após encerrar sua carreira como atleta, graduou-se em Design Industrial pela Universidade do Vale do Itajaí (Univali), especializou-se em Direção Criativa de Produto e Moda pela Escola da Cidade e atuou como estilista e consultora em diversas marcas do setor de vestuário brasileiro.
Com sólida formação acadêmica e profissional, concluiu um Mestrado Profissional em Design de Moda e Vestuário pela Universidade do Estado de Santa Catarina (UDESC), onde desenvolveu uma pesquisa voltada à aplicação de Business Intelligence no sortimento de produtos da indústria da moda.
Atualmente, é doutoranda em Design pela Universidade Federal de Santa Catarina (UFSC), onde desenvolve uma pesquisa voltada à aplicação de inteligência artificial e tecnologias emergentes no setor da moda, com foco na análise de tendências e na inovação dos processos criativos.

## Carreira Acadêmica e Pesquisa
Sua atuação acadêmica está centrada em temas como:
- Design habilitado por dados (data-centric design)
- Inteligência de mercado na moda
- Sustentabilidade e inovação
- Sistemas de governança digital
- Frameworks estratégicos aplicados ao setor têxtil e de vestuário

Apresentou trabalhos em eventos acadêmicos como o P&D Design e publicou artigos em periódicos da área, com destaque para o desenvolvimento de frameworks para qualidade da informação em processos de design.

## Projeto You Do You in Jesus
Em meio à maternidade e à vivência da fé cristã, Flaica criou o projeto You Do You in Jesus, um movimento que une espiritualidade, identidade e empoderamento feminino à luz da fé. A proposta visa ajudar mulheres a descobrirem sua autenticidade em Cristo, sem medo, culpa ou comparação, por meio de devocionais, mentorias, palestras e conteúdos online.

## Atuação como Comunicadora e Palestrante
Flaica atua como mentora e palestrante em eventos, podcasts e entrevistas, com foco em espiritualidade, design, propósito e superação. Os principais temas abordados incluem:
- Do pódio à identidade: aprendizados da alta performance para a vida real
- Moda, design e fé: criatividade como expressão de propósito
- You Do You in Jesus: autenticidade espiritual em tempos de comparação
- Como recomeçar depois da frustração de um sonho
- Maternidade, carreira e missão

## Vida pessoal
É casada e mãe de dois filhos. Considera a maternidade e a fé cristã como pilares centrais em sua transformação pessoal e missão de vida.